# 四丁目の怪人くん
『四丁目の怪人くん 』（よんちょうめのかいじんくん）は、枡谷タケシによる日本の漫画。『週刊少年ジャンプ』（集英社）において、1976年34号から1977年16号まで連載された。著者にとって初めての連載作品。「怪人くん」こと富樫才蔵が知能指数300の天才の力で作った突拍子もないメカが巻き起こす騒動を描いた学園SFコミック。
読みきり2回掲載後の連載は33回に及び、週刊少年ジャンプ1976年43号では表紙も飾った。しかし、単行本に収録されたのは8話のみである。

## あらすじ
富樫才蔵は東光学園（高校か中学か作品内でも混乱有り）の一年生。兄吉男は野球部の同じ学校の野球部の主将。母親が信じた胎教によって知能指数300の超天才として生まれてきた才蔵は日々色々な珍発明・珍メカを作り出し、ある時は野球部を、ある時は学校全体を混乱の渦に巻き込むのであった。

## 登場人物など
富樫才蔵（とがし さいぞう）
富樫家の次男で東光学園一年生。小柄でマッシュルーム頭（連載途中で散髪され髪形が変わった）だが頭脳は知能指数300。母親がギリシャの胎教についての本を読んで「頭のいい子が生まれますように」と願ったところ生まれてしまった超天才児。自宅に専用の工作室がありそこで色々な機械を作っている。ただしどの機械も回りに迷惑をかけるのが特徴。女性が大の苦手で金髪女性に抱きしめられて気絶したこともある。他人から自分にされたことを結構根に持つ性格。
富樫吉男（とがし よしお）
富樫家の長男で東光学園三年生。野球部の主将で趣味は「特訓」。才蔵と違って頭はよくない。このため母親が二人の目の子供の頭が良くなるように祈った。野球部では主将で四番。情熱家だがそれが行き過ぎて新入部員に逃げられたり、レスリング部との争いが原因で行った「レスリング野球」のおかげで部費が一年間ゼロになったりした。その特訓好きを校長先生に認められて対ビッグフット女子高校とのアメリカンフットボールの対抗戦でも主将に選ばれた。才蔵に対しては弟としての愛情と発明狂に対する畏怖とが共存する。
富樫家の母
吉男･才蔵兄弟の母親。第1話登場時メガネをかけていたが後かけなくなった。才蔵を妊娠していたときにギリシャ王妃の話を読んで「頭のいい子が欲しい」と願っていたため天才才蔵が生まれた。
富樫家の父
富樫兄弟の父。オールバックに口ひげの頼りなさそうな父親。
校長先生
東光学園の校長先生。才蔵のメカによるいたずらには悩まされるが対ビッグフット女子高戦の時のように才蔵を利用しようとしたりもする抜け目のないところがある。
東光学園野球部監督
連載当初に登場した野球部の監督。その後もっぱら富樫吉男が主将として活動し、監督の出番はなかった。
- 東光学園について

本作中に出てくる主人公らの通っている学校「東光学園」には若干の齟齬があり、第1話で「明慶中学」と対戦するところからすると「中学校」なのだが、後半に登場する「ビッグフット女子高」と姉妹校ということから考えると高校になる。天高寺との試合では高校とも中学とも書かれていないので結局不明である。
レスリング部主将剣持
野球部と部室が隣のレスリング部の主将で、野球部と女子マネージャーの件で揉め事になり、決着をつけるために野球部と「レスリング野球」で対決し、才蔵の発明品のマシンバットでホームランを打ったが才蔵の新兵器巨大ピッチングマシンで捕球？されてしまった。その後対ビッグフット女子高校戦には富樫兄弟とチームメイトとして登場し、才蔵に「エンドゾーンをふませてやりたい」と男気を見せた。
- アメリカケンタッキーのビッグフット女子高との対戦でアメリカンフットボールチームに選ばれた生徒で名前が分かるのは
  1. 野球部　–　富樫吉男、富樫才蔵兄弟
  2. 空手部　－　大河原武志
  3. 柔道部　－　山田
  4. 応援団　－　黒田
  5. レスリング部　－　剣持
  6. 所属不明　－　赤沢、猪熊、大山

新聞部部長秋本
腐敗？したレスリング部と野球部の実態を調査するためにマネージャーとしてレスリング部、そして野球部のマネージャーとして所属し、両部の対抗戦「レスリング野球」の原因となった。彼女の告発で両部は一年間部費ゼロとなった。
野球部OB岩本（河内の鬼）
東光学園野球部の全盛時に主将としてチームを引っ張った。その後大阪は河内に住んでいるが野球部の臨時コーチとして短期的にしごくために東光学園に来る。県下一の天高寺との練習試合のための特訓のために現れたが、喉にポリプが出来たため才蔵に頼んで「入れ歯マシン」を作ってもらった。しかし、自分の息を利用する構造のために喉に負担がかかりポリプが悪化し、試合前に大阪に戻り後事を才蔵に託した。
大神 龍吉・龍造（おおみわ りゅうきち・りゅうぞう）
大昔に蛇と交わりその妖力を我が物とした大神（おおみわ）一族の少年で、体には蛇と同じうろこがある。先祖の作った「避来矢の鎧」を探して東光学園に転入してきた。才蔵の天才ゆえに、彼も大神一族と誤認して自らの正体をばらしてしまった。「避来矢の鎧」を実家に持ち帰ったが、才蔵のミサイル矢に対抗して「岩石をも切る宝剣」や「水のつきざるスズリ」で戦ったが敗北したようだ。
大神一族の長と女房
滋賀県野州市付近に住む大神（おおみわ）一族の生き残り。大昔の恩人である俵藤太こと藤原秀郷に先祖がさずけた十種の霊力マシンを回収している。長も「避来矢の鎧」をつけて才蔵のミサイル矢と戦ったが才蔵に「避来矢の鎧」の原理から来る弱点をつかれて敗れ、「避来矢の鎧」は東光学園に戻った。
ビッグフット女子高
アメリカのケンタッキーにある東光学園の姉妹校で、東光学園にアメリカンフットボールでの親善試合を申し込んできた。選手の平均身長は2メート10センチ。才蔵がマシンを使わなかったため親善試合には当然のごとく圧勝した。
ヘアデザイナー丹下毛蔵（たんげ けぞう）
日本を代表する男性ヘアデザイナー兼理髪師。全日本ヘアーデザインコンテストに出場する際のモデルに才蔵を選んでマッシュルーム頭をカットした。才蔵の反撃で会場の人々もろとも動物の形の髪形にされてしまった。（この回以降才蔵のキャラクターデザインは後期型となる）
ボクシング部の部長／男性マネージャー
部費に窮する富樫の計画で行われた懸賞金をかけたボクシングに参加した。マネージャーは才蔵の存在からマシンが使われると見て先回りして才蔵を襲い、ボクシングマシンを壊した。しかし、その後試合会場で才蔵のはったりに恐れをなして逃げ出した。

富樫未来（とがし みらい）
タイムマシンで未来からやってきた才蔵の子孫。才蔵を上回る知能指数310を誇り、ダメ人間な兄と弟を更生させるために祖先である才蔵たちに干渉する。虚電流という未来世界のテクノロジーを用いたメカで才蔵に挑むが、何故か勝負は引き分ける。

## 才蔵の作ったマシンたち
なお、技術的説明は漫画の通りに書いただけなので裏づけは何もありません。
百円玉製造機（ぼくの弟は怪人の巻）
サンプルの百円玉を入れると空気を原料に複製した百円玉を吐き出す機械。
女子学生を嫌って才蔵たちが乗ったタクシーの中で支払いのため貯金箱のフリをして使用したが、故障して停止できなくなり無限に百円玉を吐き出してしまうことになるため、吉男が急遽レンチで破壊した。
マシンバット（初出：ぼくの弟は怪人の巻）
メビウスの帯の原理を利用してボールを吸引しさらに反発させて打つバット。どんな球でも打つことが出来る。中の四次元コイルが暴走すると核並みの爆発を起こす。
明慶中学との試合を前に打撃不振に悩む兄吉男のために製作。吉男は最後の打席で使って満塁ホームランを打ったがスイッチを切り忘れたためたまたま近くのボールをバットが打ち返し、波及して更に転がってきた無数のボールをバットが暴走して見境なく打ちまくり核爆発の寸前に才蔵がスイッチを切った。
その後のエピソードでも何回か登場している。
重力グローブ（仮称：本編内では名称なし）（初出：ぼくの弟は怪人の巻）
マシンバットのおかげで始末書を書かされて落ち込んでいた吉男を元気付けるために作ったグローブ。どんな打球でも発生させた重力場で吸引して捕球出来るグローブ。新入生・先輩対抗戦では新入生側の道具として投入された。
ゴキブリ捕獲機（仮称：本編内では名称なし）（マシン野球の巻）
巨大ヒキガエルの形をしたゴキブリ捕獲機でゴキブリをおびき寄せて口で挟んで殺す。四足歩行が可能。一度に多量のゴキブリが来ると処理できなくなることがある。改造後はジャンプも可能。
自宅でテスト中にパワーアップをしたところ町中のゴキブリが集まってきて処理が出来なくなった。
超速スパイク（仮称：本編内では名称なし）（マシン野球の巻）
陰イオンを発生し、電界の張られた特性ベースの間を走ると前方のベースに引き寄せられてとてつもなく速く走ることが出来る。さらに宇宙のケンタウロス方向の宇宙電界とも呼応して体にかかる重力を小さくしている。
野球部の新入生・先輩対抗戦で、新入生いじめに反発した新入生チームを助けるためにマシンバット、重力グローブと共に投入された。
超巨大ピッチングマシン（仮称：本編内では名称なし）（「レスリング野球」の巻）
約3メートル強の巨大な右手の形をしたマシンで指ではじいてすさまじい変化球を投げる。場外に打たれた場合でも特殊電波付望遠鏡で打たれたボールの写真を取り、その後レーザーで本体のボールを消滅させた後で先に撮った写真を元に空間を原料として第○超平面にそっくりのボールを作ることで「捕球した事にしてしまう」すぐれもののマシン。
レスリング部との「レスリング野球」で登場。主将剣持がマシンバットを使って放った大ホームランを捕球した（ことにした）。
入れ歯マシン（河内の鬼の唄の巻）
歯に装着し、装着した人の吐く息をあっさく空気がわりにして、フランスのエンドウ豆いり笛の構造を利用して声を拡張して大声が出せるようにした機械。
野球部の天高寺戦を前にした特訓のために来た「河内の鬼」の依頼で才蔵が作ったマシン。ただし作中の音に関する記述はかなり怪しい。
立体映画マシン（河内の鬼の唄の巻）
レーザーの直進性をして映像を空中に固定して見せる装置。動画も投影可能。声門変化機能もあり、投影する対象人物の声を真似することが出来る。
のどのポリプの悪化で帰郷した「河内の鬼」に代わって、その立体映像を映し出して野球部の選手たちを激励。ついには県下一番の天高寺戦での勝利に導いた。
ミサイル矢（謎の避来矢鎧の巻）
全長が1メートル以上あるミサイル。リモコン操作が可能。
大神（おおみわ）一族に奪われた「避来矢の鎧」を取り戻す際に才蔵が持っていった。どんな矢でも避ける「避来矢の鎧」の鎧の弱点を才蔵が見破りミサイル矢を命中させた。その後、龍吉・龍造兄弟のもちだした「十種の神器」と戦った。
大神（おおみわ）一族の「十種の神器」
蛇の持つ超能力を得るために蛇と交わることでその能力を得た大神一族だったが、その代わりに神の化身といわれる白蛇を見るとすくんでしまうという弱点があった。しかし平安時代の有名な武将俵藤太（藤原秀郷、平将門が叛乱を起こした際に討伐した人物）がその白蛇を退治してくれたためお礼として大神一族の秘宝である「十種の神器」を彼に差し上げた。その中のひとつ「避来矢の鎧」が巡り巡って東光学園の先代校長の所有物となり東光学園の開かずの蔵に収められていた。作品中では以下の三種が登場している。
- 避来矢の鎧：重力波を制御して横方向への定常波に変換して空間をゆがめ、横からの攻撃してくるものは方向が曲げられてあたらない。しかし真上からの攻撃を避けられない弱点があり才蔵のミサイル矢に敗れた。
- 水のつきざるスズリ：本来水を入れる硯（すずり）の内側から火を発することからこの名称がついた。
- 岩をも斬る宝剣：字の通り。しかしミサイル矢には当たらなかった。

校長ロボット（仮称：本編内では名称なし）（ビッグフット来日!!の巻）
東光学園の校長の銅像を改造したロボットでリモコン制御で動く。
校長がアメリカビッグフット高校とのアメリカンフットボール対抗戦の秘密兵器として才蔵に作らせたロボット。しかし結局試合には用いられず、試合後に校長たちを懲らしめるために使用された。
サンパツマシン76年型（髪を切らないで!の巻）
マイクロフィルムから取り入れた物体（動物も可）の形に散髪する機械。作品中では動物の形（ライオン、キリンなど）にカットしていた。
ヘアデザイナー丹下毛蔵に対抗するべく才蔵が作った機械。丹下に勝手に散髪されたのに怒って毛蔵を含むコンテストに来ていた人間の髪をカットしてしまった。
ボクシングマシン（痛快!KOマシンの巻）
右拳から圧縮性流体（空気?）を超音速で噴出して相手をノックアウトする。（左側がコントローラー）。またベルトとヘッドギアに仕組まれたマシンで右わき腹から背骨にかけてエントロピーの増大しないスピン単極の熱移動をさせて体を活性化させて疲労回復させる機能を持つ。自爆装置付き。
レスリング野球のせいで部費が0にされてしまった野球部を救うために富樫兄弟が賭けボクシングを行い、その時にこのボクシングマシンを利用しようとしたが野球部のマネージャーが才蔵のマシンの阻止に動いたため才蔵が自爆させてしまった。そのとき襲い掛かってきたボクシング部員4-5人を吹き飛ばしてしまう威力があった。
ボクシングマシン改（実際はマシンではないので名称なし）（痛快!KOマシンの巻）
ボクシングマシンを壊されたため策無しで戦い窮地に陥った兄吉男を救うために才蔵がうった芝居で、実は普通のボクシンググローブとヘッドギアにケチャップを塗ったものだが、それを試しで殺した犬の血だと偽ってボクシング部員たちをおびえて逃げるようにさせたもの。

## 単行本
ほとんどが入手困難。
コミックス
- 創美社（集英社の子会社）・ジャンプスーパーコミックス（全1巻）1977年10月5日初版発行

単行本に収録されたのは以下の8話のみである。
1. ぼくの弟は怪人（1976年1号）読みきり
2. マシン野球（1976年34号）
3. レスリング野球（1976年41号）
4. 河内の鬼の唄（1976年42号）
5. 謎の避来矢鎧（1976年43号）
6. ビッグフット来日!!（1976年45号）
7. 髪を切らないで!（1976年46号）
8. 痛快!KOマシン（1976年48・49合併号）

未収録のタイトル
1. クレージーレース（1976年27号）読みきり
2. 空手戦争（1976年35号）
3. サッカー王に挑戦!!（1976年36号）
4. 恐怖の倍増マシン（1976年37号）
5. 稲荷ギツネの怪!?（1976年38号）
6. うっちゃり！才蔵（1976年39号）
7. 殺し屋才蔵!?（1976年40号）
8. 才蔵式恋愛狂騒曲（1976年44号）
9. 埋蔵金一千億円!!（1976年47号）
10. 夢魔の標的（1976年50号）
11. 決戦！マシン野球（1976年51号）
12. 学校消滅作戦（1976年52号）
13. 駅伝必勝法（1977年1号）
14. 頭脳合戦（1977年2号）
15. 超アメフトマシン（1977年3号）
16. カンニング必勝法（1977年4号）
17. 剣心一如（1977年5・6合併号）
18. タイムマシン到来（1977年7号）
19. 才蔵教育法（1977年8号）
20. 決戦!!東光野球部（1977年9号）
21. マシンベース（1977年10号）
22. 野球ヨロイ登場（1977年11号）
23. 才蔵の逆襲（1977年12号）
24. 野球戦争（1977年13号）
25. ライズボール攻略法（1977年14号）
26. 才蔵対未来（1977年15号）
27. 人の心木の心（1977年16号）最終回